# Rosamond Fowlis
Rosamond Arorunkah Fowlis (1910-1994) là một giáo viên người Gambia, người tổ chức các hoạt động khoa học trong nước, ủy viên tổ chức Girl Guide và chủ tịch của Liên đoàn Phụ nữ Gambia.

## Cuộc đời và sự nghiệp
Rosamond Fowlis được sinh ra ở Bathurst (nay là Banjul) vào ngày 3 tháng 10 năm 1910. Cô là con gái của Henry G. Fowlis, một thành viên nổi bật của cộng đồng tôn giáo Aku Methodist. Cô theo học tại trường trung học nữ sinh Methodist ở Bathurst, và từ 1943 đến 1947 cô học tại St Joseph's Convent, Freetown, Sierra Leone. Fowlis đã dạy học ở Bathurst từ năm 1931 cho đến khi nghỉ hưu vào năm 1965. Với vai trò là một nhà đồng sáng lập của Liên đoàn giáo viên Gambia năm 1937, cô là chủ tịch liên đoàn từ năm 1941 đến năm 1945.
Năm 1943, Fowlis đến Vương quốc Anh tham gia một báo cáo về Giáo dục Trẻ sơ sinh và Trẻ em gái ở Gambia. Từ năm 1945 đến năm 1965, cô là Nhà tổ chức Khoa học trong nước tại Thuộc địa.
Fowlis được bổ nhiệm vào Hội đồng Giáo dục Gambia năm 1945, và năm 1953 là một trong năm phụ nữ trong Ủy ban Tư vấn gồm 34 thành viên của Tổ chức Cải cách Hiến pháp. Cùng năm đó, cô nhận được một Huân chương MBE về các đóng gốp của mình với tư cách là Nhà tổ chức Khoa học trong nước. Năm 1955, cô trở thành ủy viên hướng dẫn trưởng Gambian đầu tiên, truyền bá phong trào Girl Guide ở Thuộc địa Gambia. Cô từng là chủ tịch của Liên đoàn Phụ nữ Gambia vào những năm 1960.
Để vinh danh Lễ kỷ niệm 75 năm của Tổ chức Hướng dẫn viên nữ, Rosnho Fowlis đã được tưởng niệm trên một con tem năm 1985 được ví như 'Quý Bà Rosamond Fowlis của Cung điện Buckingham.'  Cô mất ngày 20 tháng 8 năm 1994.